# Ambitarinis
Ambitarinis (en llatí Ambitarinus vicus) era un llogarret del país dels trèvers a Germània, prop de l'actual Coblenza, on va néixer Drusil·la, la gemrna de Calígula i, segons algunes fonts, el mateix emperador.